# Myrsini Zorba
Myrsini Zorba (n. 7 februarie 1949, Atena, Regatul Greciei – d. 20 aprilie 2023, Atena, Grecia) a fost un om politic grec, membru al Parlamentului European în perioada 1999-2004 din partea Greciei.